# Grapsus albolineatus
Grapsus albolineatus is een krabbensoort uit de familie van de Grapsidae. De wetenschappelijke naam van de soort is voor het eerst geldig gepubliceerd in 1812 door Latreille, in Milbert.